# (7726) Olegbykov
(7726) Olegbykov es un asteroide perteneciente al cinturón de asteroides, descubierto el 27 de agosto de 1974 por la astrónoma soviética Liudmila Chernyj desde el Observatorio Astrofísico de Crimea.

## Designación y nombre
Designado provisionalmente como 1974 QM2. Fue nombrado Olegbykov en honor al astrónomo ruso Oleg Pávlovich Býkov.